# Берклі (Іллінойс)
Берклі (англ. Berkeley) — селище (англ. village) в США, в окрузі Кук штату Іллінойс. Населення — 5338 осіб (2020).

## Географія
Берклі розташоване за координатами 41°53′21″ пн. ш. 87°54′41″ зх. д. / 41.88917° пн. ш. 87.91139° зх. д. (41.889124, -87.911466).  За даними Бюро перепису населення США в 2010 році селище мало площу 3,63 км², уся площа — суходіл.

## Демографія
Згідно з переписом 2010 року, у селищі мешкало 5209 осіб у 1801 домогосподарстві у складі 1304 родин. Густота населення становила 1436 осіб/км².  Було 1919 помешкань (529/км²).
Расовий склад населення:
| - 47,7 % — білих - 31,3 % — чорних або афроамериканців - 3,9 % — азіатів - 0,6 % — корінних американців - 13,5 % — осіб інших рас |

До двох чи більше рас належало 3,0 %. Частка іспаномовних становила 30,7 % від усіх жителів.
За віковим діапазоном населення розподілялося таким чином: 24,8 % — особи молодші 18 років, 63,3 % — особи у віці 18—64 років, 11,9 % — особи у віці 65 років та старші. Медіана віку мешканця становила 38,6 року. На 100 осіб жіночої статі у селищі припадало 97,8 чоловіків;  на 100 жінок у віці від 18 років та старших — 94,6 чоловіків також старших 18 років.
Середній дохід на одне домашнє господарство  становив 74 442 долари США (медіана — 63 516), а середній дохід на одну сім'ю — 84 581 долар (медіана — 77 704). Медіана доходів становила 49 531 долар для чоловіків та 50 711 долар для жінок. За межею бідності перебувало 7,3 % осіб, у тому числі 6,5 % дітей у віці до 18 років та 9,0 % осіб у віці 65 років та старших.
Цивільне працевлаштоване населення становило 2535 осіб. Основні галузі зайнятості: освіта, охорона здоров'я та соціальна допомога — 24,2 %, виробництво — 14,9 %, роздрібна торгівля — 10,8 %, транспорт — 9,7 %.